# Kat Cammack
Kathryn Cammack, detta Kat (Denver, 16 febbraio 1988), è una politica statunitense, membro della Camera dei Rappresentanti per lo stato della Florida dal 2021.

## Biografia
Nata a Denver, la Cammack studiò al Naval War College. Successivamente lavorò per gli uffici dei deputati Mike Coffman e Ted Yoho. A soli ventiquattro anni la Cammack divenne capo di gabinetto di Yoho. Nel 2011 la sua famiglia perse, a seguito di gravi problemi economici, la casa in cui era cresciuta.
Quando nel 2020 Yoho annunciò la propria intenzione di non candidarsi nuovamente, rispettando la promessa di portare a termine solo quattro mandati da deputato, la Cammack si candidò per il suo seggio alla Camera dei Rappresentanti e, dopo essersi aggiudicata le primarie repubblicane, sconfisse nelle elezioni generali lo sfidante democratico Adam Christensen. Kat Cammack divenne così la più giovane donna repubblicana mai eletta al Congresso.

## Vita privata
È sposata con Matt Harrison, un pompiere. La coppia vive a Gainesville, in Florida.